# Южнобережная железная дорога
Южнобережная железная дорога — несколько неосуществлённых проектов железной дороги на Южном берегу Крыма. Веткой предполагалось соединить Ялту, и вообще Южный берег Крыма, с железнодорожной сетью России.
Идея продления железнодорожной линии на Южный берег появилась вскоре после окончания строительства Лозово-Севастопольской железной дороги, тема активно обсуждалась в 1880-х годах и особо обострилась с началом курортного бума 1890-х годов. Всё сообщение побережья поддерживалось по «Воронцовскому шоссе» (Симферополь — Ялта — Севастополь), изначально построенному для гужевого транспорта и к началу XX века оказавшемуся плохо подходящим для автомобильного движения. Большинством проектов предусматривалось соединить Севастополь с Ялтой, иногда с продлением ветки до Алушты, также рассматривалась возможность линии Бахчисарай — Ялта и вариант Симферополь — Алушта — Ялта.

## Ранние проекты
Желание видеть в Ялте железную дорогу было настолько «сильным», что ещё до появления первых вменяемых проектов линии начали разрабатываться планы развития курортов с учётом будущей дороги — первый известный, в районе Ялты, относится к 1886 году. Тогда же, в 1880--е годы, было предложение от Лозово-Севастопольской железной дороги построить линию на паровой тяге Бахчисарай — Ялта с выходом на горные массивы Могаби и Пендикюль, но одобрения не получило.

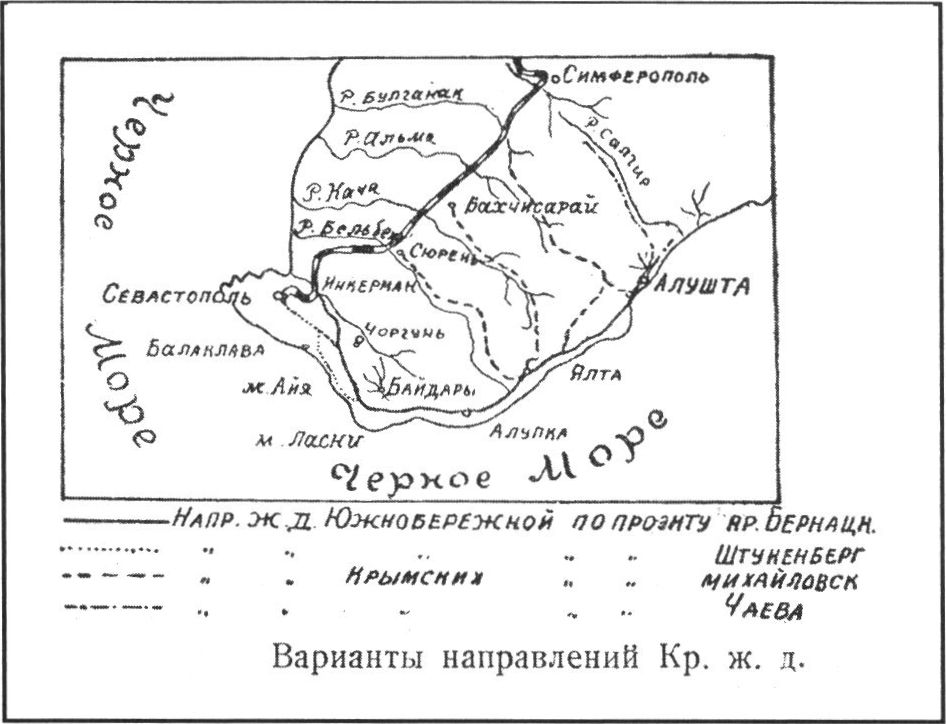
Варианты направлений Южнобережной железной дороги

В 1886 году инженер Е. Писаревский, по поручению управляющего Лозово-Севастопольской железной дороги Фёдора Фёдоровича Баталина, проводил изыскания по линии в Ялту, воплотившиеся в проект 85-вёрстной узкоколейной электрифицированной дороги между Севастополем и Ялтой. Линия, на которой предполагалось 11 туннелей, должна была идти по насыпи вдоль самого берега. Проект пользовался поддержкой Александра III, но, после его смерти активно возражавшие против этого варианта высокопоставленные владельцы южнобережных имений, которые оказались бы отрезанными от моря, добились закрытия работ.
В те же годы был представлен проект: инженера путей сообщений Ивана Абрамовича Сытенко из Московского общества подъездных путей, предлагавшего вести дорогу по маршруту Симферополь — Алушта — Ялта. Вариант инженера камер-юнкера Рафаила Гартмана предполагал зубчато-колесную дорогу «системы Абта» от Бахчисарая через Ай-Петри — этот вариант решал проблемы преодоления больших уклонов (проект электрической части, по типу швейцарских горных железных дорог, разработал инженер-энергетик Г. О. Графтио). Протяженность линии должна была составить 72,5 км, при этом «системой Абта» оборудовался горный участок с крутыми подъёмами и спусками длиной около 35 км — от Ялты в долину реки Кача. Все три варианта были рассмотрены правительством в 1897 году и право постройки было отдано проекту Гартмана, который объявил о создании акционерного общества, однако собрать необходимый капитал ему не удалось.
Один из проектов разрабатывал известный инженер-путеец, штабс-капитан Павел Ефимович Гронский, но он погиб по пути из Одессы при столкновении парохода «Владимир» с судном «Колумбия» около Евпатории 27 июня (9 июля) 1894 года, с ним пропали и все документы.
В 1902 году инженер путей сообщения Сергей Николаевич Чаев, ранее работавший в проекте Гартмана, подал ходатайство на создание «Общества Крымских электрических дорог». Целью общества была постройка электрифицированной железной дороги Бахчисарай — Ялта протяжённостью 67,5 вёрст в двух вариантах: узкоколейной, по типу трамвайной и стандартной ширококолейной. Линия, в принципе, повторяла предложенную Гартманом, только была адаптирована под электрическую тягу, но о дальнейшей судьбе предложения сведения противоречивы: по одной версии идея не получил развития, по другой — было дано добро на разработку, но реализации помешала Русско-японская война.
«Подобная непрерывность предложений заинтересовала Министерство путей сообщения» и в 1902 году была назначена межведомственна «Комиссия о новых дорогах» (председатель — предводитель ялтинского дворянства П. В. Попов), которая выработала требования к новой линии. Она должна была быть электрической (учитывалось отсутствие достаточного количества пресной воды в летний период на Южном берегу для обеспечения ей паровозов), иметь узкую колею и обслуживать, по возможности, всё побережье. Комиссия рассматривала три варианта маршрута: Севастополь — Ялта — Алушта, Симферополь — Ялта, Сюрень — Ялта — первый вариант был признан самым целесообразным и экономически обоснованным, линию от Сюрени посчитали нецелесообразной и вообще не рассматривали. Также было решено поручить изыскания и проектирование будущей дороги уже зарекомендовавшему себя в этом деле инженеру Михайловскому, более известному, как Н. Г. Гарин-Михайловский.

### Проект Гарина-Михайловского
Николай Георгиевич Гарин-Михайловский возглавил геодезическую экспедицию, база которой располагалась в Кастрополе. В течение восьми месяцев члены экспедиции вели изыскания по направлениям: Симферополь — Алушта — Ялта, Симферополь — Бахчисарай — Ялта, Симферополь — Ялта — Севастополь. Экспедиция произвела детальную съёмку всех древних вьючных дорог, тщательное изучение скальных массивов и каменных обвалов. К ноябрю 1903 года она составила 84 варианта трассы, проведя технико-экономические расчеты по 22-м маршрутам. Предварительная стоимость дороги при метровой колее была определена Михайловским в 23 483 935 рублей, включая стоимость отчуждения земли у владельцев имений. Также были сделаны расчёты стоимости для нормальной колеи и для различных вариантов профиля дороги. 

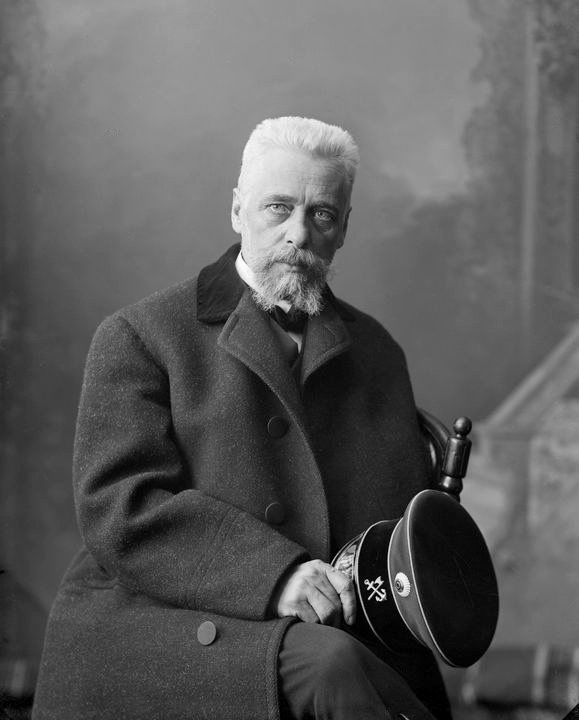
Николай Георгиевич Гарин-Михайловский

В результате был выбран и проработан вариант Севастополь — Ялта, на котором Гарин-Михайловский предполагал построить вокзалы в генуэзском и греческом стилях, украсив их стены фресками с видами Крыма, «украсить путь своей железной дороги гротами, замками, башнями, постройками в мавританском стиле, арками и водопадами».
От Севастополя линия должна была сразу уходить в тоннель под Историческим бульваром, далее практически совпадая с трассой Ялтинского шоссе. Всего в проекте предусматривалось 8 тоннелей общей длиной 785,5 саженей. От Варнутки линия продолжалась к «Перовскому перевалу» (в Байдарскую долину), далее на Хайту и к Ласпинскому перевалу, под которым планировался тоннель длиной 80 саженей — 170 м. Электричеством дорога должна была снабжаться от построенной на реке Чёрной первой в России гидроэлектростанции. Начало строительства намечалось на 1904 год, но в связи с началом Русско-японской войны было отложено, а в 1906 году Гарин-Михайловский умер. Изыскания экспедиции были использованы при строительстве междугородной троллейбусной трассы Симферополь — Ялта и шоссе Севастополь — Ялта.

### После Русско-японской войны
После Русско-японской войны продолжилось появление новых проектов дороги: Севастополь — Ялта — Алушта, с возможным продлением до Феодосии; Симферополь — Алушта — Ялта; Сюрень — Ялта через главный хребет Крымских гор; новый вариант дороги Бахчисарай — Ялта с шестикилометровым тоннелем и тупиковыми ветвями на Симеиз и Алушту; вариант «электрического трамвая Штукенберга» с несколькими тоннелями и мостами.

В конце 1907 года Чаев, вместе с инженером Кандауровым Д. П. производил необходимые изыскания и в феврале 1909 года был представлен новый проект «Бахчисарайского варианта» дороги протяжённостью до Ялты 58 км и общей длиной 113 км, с тоннелем под Ай-Петринской яйлой 5,8 километров длины и стоимостью 28,7 миллиона рублей (по другим данным — длина 106 вёрст с 7-километровым тоннелем и стоимостью 36 680 000 рублей), одобренный комиссией по новым железным дорогам. Были даже выпущены открытки с рисунками проектов. Необходимую сумму компании собрать никак не удавалось и строительство так и не началось.

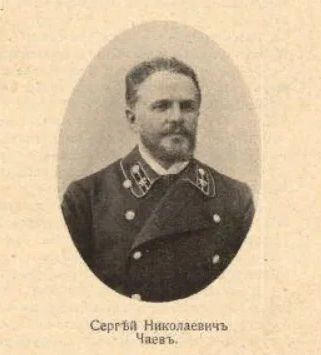
Сергей Николаевич Чаев
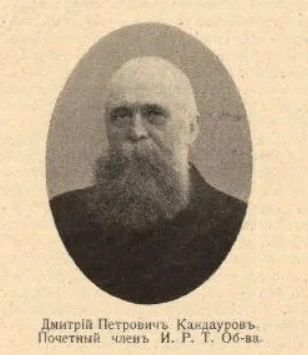
Дмитрий Петрович Кандауров.
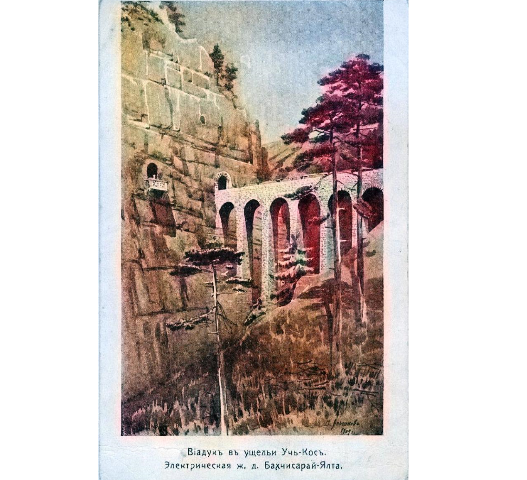
Виадук в ущелье Уч-Кош. Проект Чаева.
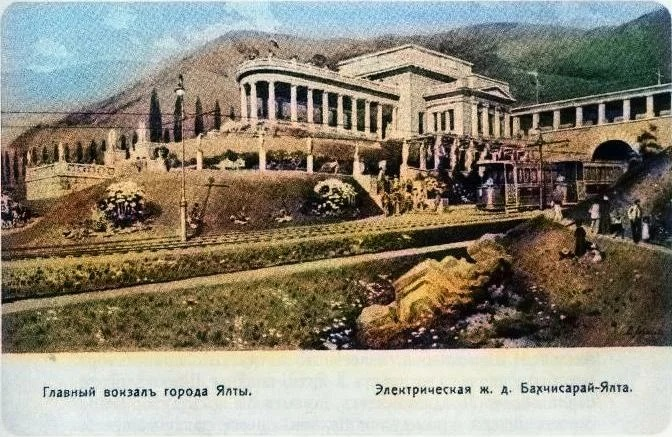
Вокзал Ялты. Проект Чаева.

### Проект Ушкова
Поскольку активно продвигаемая линия до Симеиза оставляла без связи всю западную часть побережья, владелец Фороса Григорий Константинович Ушков подал в Министерство путей сообщения ходатайство о приостановлении организации Акционерного общества Бахчисарай-Ялтинской дороги до предоставления другого проекта. В его основу был заложен вариант Гарин-Михайловского Севастополь — Ялта — Алушта, но заявка Ушкова была признана «не заслуживающей удовлетворения», поскольку не было предоставлено нового законченного проекта. На это Ушков заявил, что будет строить дорогу без гарантий правительства и одновременно со строительством варианта Чаева. Приглашённый известный железнодорожный инженер Леопольд Антонович Штукенберг (сын известного инженера-путейца А. И. Штукенберга) к 1910 году закончил проект «Электрического трамвая» вдоль Южного берега, причём путь предусматривался с нормальной шириной колеи для обеспечения беспересадочного сообщения. Длина линии Севастополь — Алушта при разных вариантах профиля получалась от 123,5 версты до 117 вёрст. Намечалось устройство станций III класса в Севастополе, Ялте и Алуште и 10 — IV класса с возможностью приёма грузов, а также 9 разъездов и 10 остановочных пунктов. Линия рассчитывалась на 24 пары поездов. Стоимость проекта по подсчётам правительственной комиссии составляла 29 908 000 рублей, сам же Ушков считал, что достаточно будет 22 651 073 рублей.
Ушковский проект подробно описан в брошюре Леопольда Штукенберга «Пояснительная записка к проекту железнодорожной линии Севастополь — Ялта — Алушта». До Байдарской долины линия должна была идти практически параллельно севастопольскому шоссе, а от села Тыловое уходить на Ласпинский перевал. По Южному берегу дорога планировалась применительно к рельефу и местным условиям (например, по требованию Удельного ведомства нужно было обходить императорские имения. Предусматривалось и местное движение: маршруты от Ялты до Симеиза и Гурзуфа.

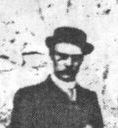
Г. К. Ушков, владелец Фороса. 1897 г.
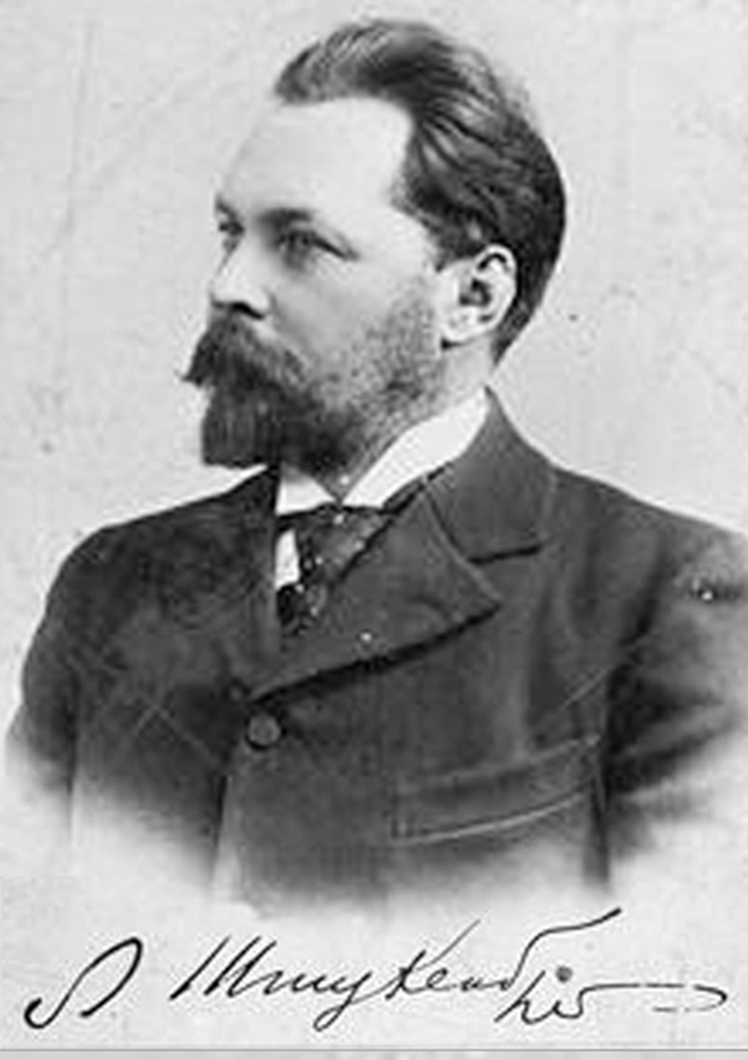
Леопольд Антонович Штукенберг.
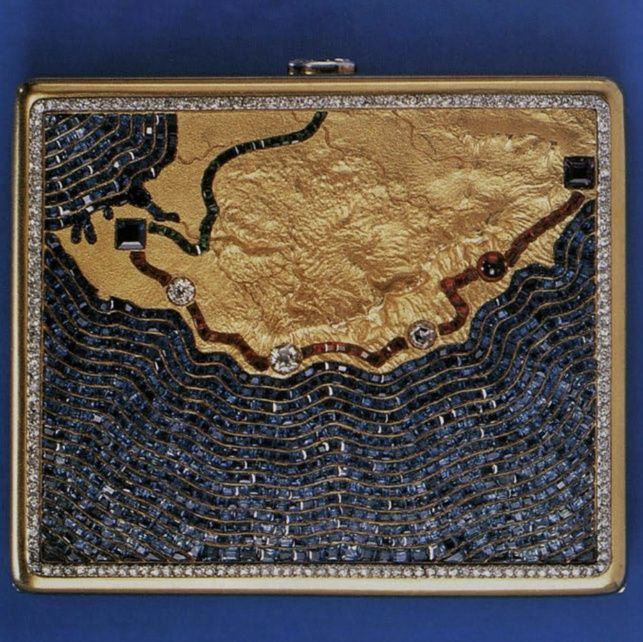
Золотой портсигар Ушкова.
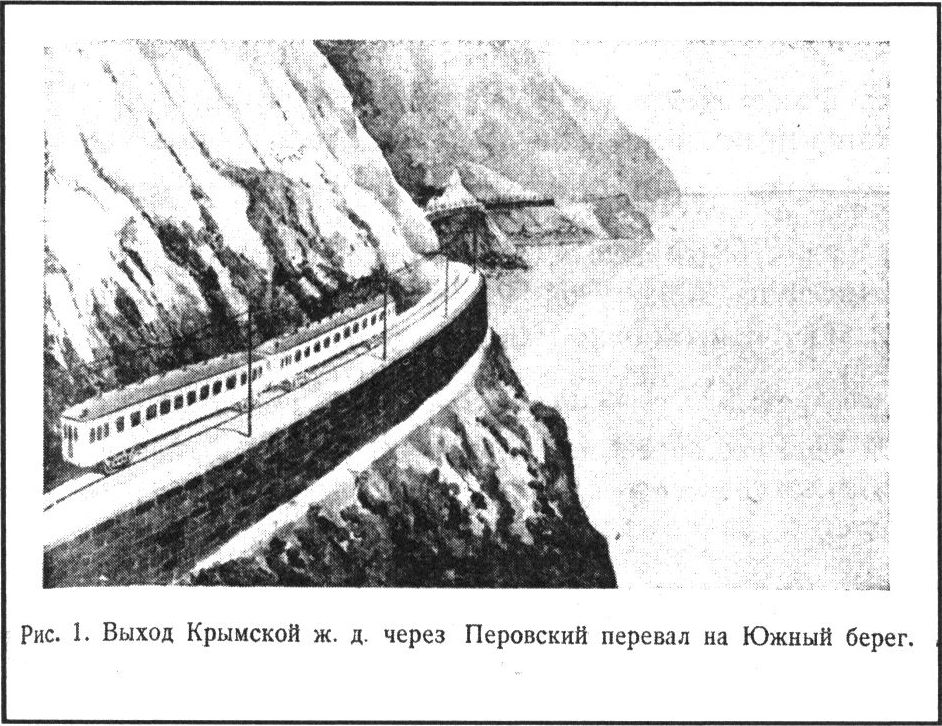
Проект дороги у мыса Айя 1915 г..
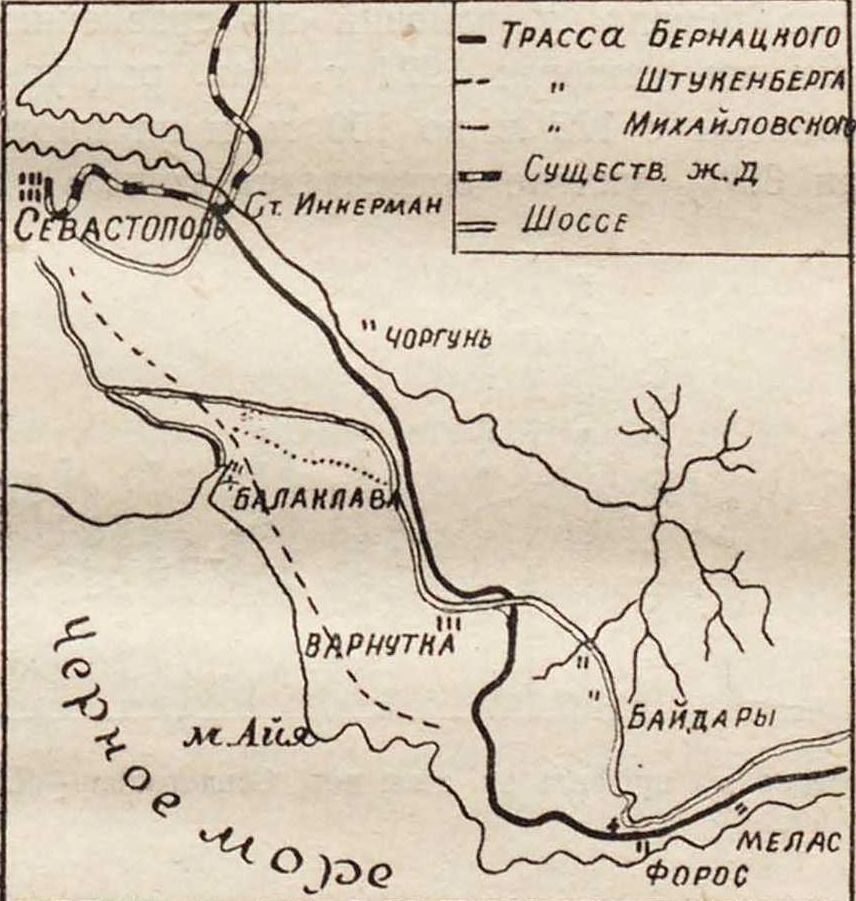
Варианты дороги из Севастополя.

В те годы мнение соответствующих кругов начало склоняться в пользу варианта трассы Симферополь — Ялта, хотя подобный проект ещё не прорабатывался, но активно поддерживался губернатором Н. А. Княжевичем. В 1912 году, на очередном обсуждения правительственной комиссии с перевесом в один голос, был одобрен проект Чаева, но последнему так и не удалось собрать необходимый капитал. Денег не хватало и у Ушкова и он откомандировал Штукенберга в Англию на поиск недостающего капитала. Для оценки предприятия из Англии прибыла группа инженеров (не имевших опыта работы в горных условиях), которая не увидела возможности бороться с южнобережными оползнями и признала субсидирование дороги нецелесообразным. Но, используя свои связи, Ушков добился нового заседания Комиссия по новым дорогам в 1913 году, где был утверждён его проект и были обещаны правительственные гарантии под облигации, которые должно было выпустить организуемое им акционерное общество для привлечения капитала. Только в 1915 году ушковское «Общество крымских железных дорог» было наконец признано состоявшимся, а деньги на строительство предоставил один из сибирских банков. Ввиду идущей войны предполагалось использовать Южный берег Крыма как гигантскую «санаторию» для раненых, но, вследствие вступления в войну Турции и присутствия в Чёрном море немецких и турецких рейдеров, морское сообщение с Южнобережьем было фактически прервано. Быстрое строительство не получалось: правление дороги занялось спекуляциями с отчуждаемыми земельными участками, против чего активно выступал Штукенберг. 1 (14) марта 1916 умирает Штукенберг. Заменивший его инженер П. Д. Альберхт, ранее возглавлявший технический отдел, продолжил борьбу с правлением.
Летом 1916 года инженер Евгений Давидович Герценштейн, с помощью фототеодолитной съемки, сделал с моря, с расстояния в 213 метров, 120 последовательных фотографий мыса Айя. Обработав с помощью стереоскопа снимки, получили план берега в горизонталях. Оказалось, что по береговым уступам можно проложить железную дорогу, лишь в двух местах прорубив короткие тоннели. Правительство, ввиду связанных с войной затруднений с материалами и рабочей силой, объявило железную дорогу «военносрочной» и все работы велись с большой интенсивностью. Начали завозить рельсы и шпалы, но ходу работ мешали трения между правлением дороги и строителями. Склоки сильно сдерживали прокладку пути, а в 1917 году поступление средств прекратилось, работники разошлись, имущество дороги пропало в годы гражданской войны.

## При советской власти
При советской власти к идее дороги вернулись в августе 1923 года, когда Крымский Совнарком поднял в Совете труда и обороны вопрос о связи Южного берега Крыма с общей сетью железных дорог в целях развития хозяйственной жизни Крыма, подорванной гражданской войной и голодом 1921 года. Вопрос передали в Госплан, где признали необходимым произвести экономические и технические изыскания. Дорогу вдоль Южного берега было решено прокладывать, основываясь на довоенных данных.
Технические изыскания по линии Севастополь—Алушта были произведены в 1924 году под руководством профессора института путей сообщения Льва Николаевича Бернацкого. В том же году, осенью поступило заявление Крымского Совнаркома о желательности постройки линии по направлению Симферополь — Кебит-Богаз —Ялта. В начале 1925 года инженером А. Е. Звенигородским, по поручению подотдела экономических изысканий Центрального отдела по сооружению железных дорог Народного комиссариата путей сообщений были проведены экономические изыскания, в результате которых выяснилось, что наиболее дешёвой и в то же время самой доходной является южнобережная линия Севастополь—Алушта. По проекту Л. Н. Бернацкого 1926 года поезд на Южный берег от станции Севастополь шёл в обратном направлении на Инкерман, откуда, по левому берегу реки Чёрной, подходил к разъезду Чоргунь в одноимённом селе. Далее, по долине Сухой речки, выходила к шоссе Севастополь — Ялта и следовала параллельно ему, повторяя линию, предложенную группой Ушкова. Разъезды предусматривались у деревни Варнутка («Узун-Дере»), в 3 км западнее Байдар, у Мшатки, в Кастрополе, Симеизе. В каждом селении намечались платформы, станция Ялта была задумана на «Пушкинском базаре». В проекте Бернацкого предусматривалась возможность продления линии до Алушты. Инженером Аплаксиным озвучивалась идея соединить Алушту с Симферополем, создав, через Севастополь, кольцевую линию. В той же брошюре высказана идея продления линий на Феодосию, Керчь и Новороссийск, а также ветки Севастополь — Евпатория. Для электроснабжения дороги была задумана гидроэлектростанция на реке Чёрной, выше села Чоргунь, мощностью 4 000 лошадиных сил. НКПС посчитал стоимость строительства линии Севастополь — Ялта (на 1925 год) в 12 500 000 рублей. Постройку расчитывали закончить за три года силами свыше 3 000 рабочих.
Комиссией по новым путям сообщения была признана возможной постройка ширококолейной электрической дороги облегченного типа от Севастополя на Алушту, через Ялту, общей длиной 121,6 км. Летом 1926 года провели окончательные изыскания трассы и весной 1927 года проект был закончен, но землетрясение 26 июля 1927 года и следующее сентябрьское землетрясение заставили отказаться и от этого плана.
Вновь о прокладке железной дороги в Ялту заговорили в 1930-х годах. Проект подготовил архитектор Лапиков с группой разработчиков, в которую входили начальники изыскательских партий Красноковский и Ещенко, геолог Краснопрудский, профессора-гидрологи и геологи Александр Васильевич Пенюгалов, П. А. Двойченко, Д. И. Мушкетов. О строительстве железной дороги на заседании Совнаркома Крымской АССР в 1936 году был заслушан доклад Лапикова, о чём сообщала газета «Красный Крым»
Трасса будущей железной дороги Симферополь — Ялта отходит от магистральной линии Москва — Симферополь у разъезда Булганак (который будет перенесен на 2 километра к Симферополю). Затем она входит в долину р. Альмы, проходит мимо селения Бешуй к Кебит-Богатскому перевалу, где через односкатный туннель длиной 720 метров спускается у горы Кастель к Южному берегу и поворачивает к Гурзуфу, Ялте и дальше к Симеизу. …Всего искусственных сооружений на трассе 256: больших мостов 3 (мосты длиною свыше 60 метров через реки Иван-Дере', Узен-Баш и Авунда), средних мостов (длиной от 20 до 60 метров) — 13, малых мостов — 62. …Длина всей линии Симферополь — Ялта — Симеиз — 109,5 километра. На этом протяжении будет находиться: 7 станций, 10 разъездов и 16 пассажирских платформ. Срок постройки железной дороги — 2 года 3 месяца

Железную дорогу, во избежание шума, перед Ялтой предлагалось провести по крытому туннелю, здания на линии выдержать в национальном татарском стиле. Станции дороги планировались каждые 1,5—2 километра, Ялтинскому вокзалу определили место на левом берегу Дерекойки, электрички должны были развозить отдыхающих по санаториям и домам отдыха. Общий пассажиропоток Южнобережной дороги оценивался в 16,8 миллионов человек в год. Начало строительства намечалось на 1942 год, но проект не был поддержан в Союзтранспроекте.

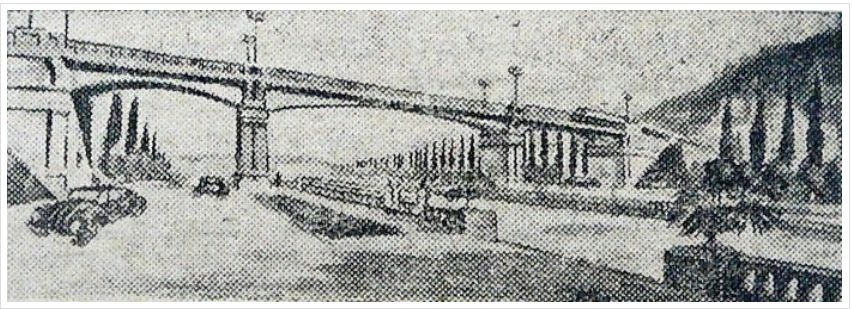
Мост в Ялте. Проект 1936 г.
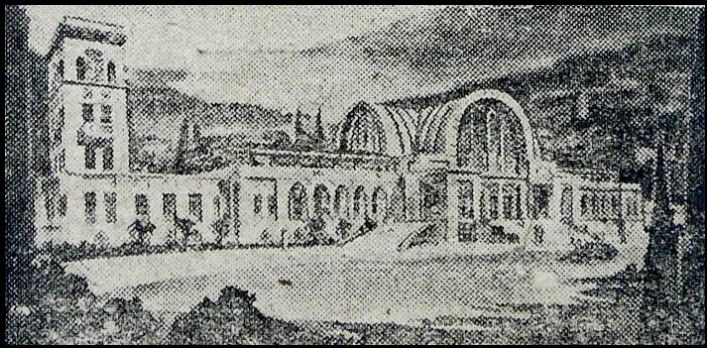
Вокзал в Ялте. Проект 1936 г.

В декабре 1944 года, всего через полгода после освобождения Ялты, в проекте перепланировки Ялты академика А. К. Бурова, опять звучала тема железнодорожного вокзала, размещённого на склоне Дарсана. Осенью 1945 года комиссия из Академии архитектуры СССР во главе с академиком А. С. Смолицким внесла коррективы в проект Бурова. Железная дорога предполагалось в обход города, выше Дарсана, со станцией Ялта у морского вокзала «для пропуска транзитных поездов и с промежуточными остановками для пригородных поездов в Массандре, Арамлар-Майле, Верхний Дерекой, Дарсан, Яузлар, Аутка, Ливадия и т. д.». Какой из вариантов трассы имелся ввиду, из доступных документов не ясно. Последний раз «железнодорожная» тема встречается в статье о «светлом будущем» в газете «Сталинское Знамя» (ныне Крымская газета) за 1 января 1950 года
… Взгляните на склоны гор вдоль Южного берега. Вы увидите ажурные виадуки, глубокие прорезы в складках местности, отверстия тоннелей и блестящую нить рельс. Это городская электрическая железная дорога. Она проходит мимо холма Дарсан, откуда открывается изумительная панорама на весь город. На холм от набережной быстро взбегают вагоны фуникулера, переполненные курортниками и туристами
Альтернативой железной дороге стала построенная в 1959—1961 годах самая протяжённая в мире троллейбусная линия Симферополь — Ялта. В последний раз идея прямой железнодорожной линии Симферополь — Ялта обсуждалась в 1964 году. Главный инженер Симферопольского филиала «Гипрограда» Е. Липский высказал идею связать города монорельсовой подвесной дорогой и, якобы, уже были начаты проектные работы, но в дальнейшем никаких сведений о монорельсе нет.